# Junko Asari
Junko Asari (浅利 純子?, Asari Junko; Kazuno, 22 settembre 1969) è un'ex maratoneta giapponese, campionessa mondiale a Stoccarda 1993.

## Palmarès
| Anno | Manifestazione  | Sede      | Evento   | Risultato | Prestazione | Note |
| ---- | --------------- | --------- | -------- | --------- | ----------- | ---- |
| 1993 | Mondiali        | Stoccarda | Maratona | Oro       | 2h30'03"    |      |
| 1996 | Giochi olimpici | Atlanta   | Maratona | 17ª       | 2h34'31"    |      |
| 1999 | Mondiali        | Siviglia  | Maratona | 16ª       | 2h31'39"    |      |